# Without a Net (album de Wayne Shorter)
Albums de Wayne Shorter
Beyond the Sound Barrier
(2005) Emanon
(2018)
Without a Net est un album live du saxophoniste de jazz américain Wayne Shorter, et sorti le 5 février 2013 chez Blue Note Records.

## À propos de l'album
En 2001, Wayne Shorter reforme un quartet acoustique avec Danilo Pérez au piano, John Patitucci à la basse et Brian Blade à la batterie. Le groupe est salué par la critique pour sa liberté et son sens du dialogue, : les musiciens ne se contentent pas de prendre des solos chacun à leur tour, mais improvisent des formes et structures. Les albums du saxophoniste enregistrés à partir de cette date le sont avec cette formation.
43 ans après Odyssey of Iska (en), paru en 1971, Wayne Shorter renoue avec Blue Note Records. Without a Net contient huit titres enregistrés lors d'une tournée européenne, fin 2011. Shorter joue principalement du soprano, même si on l'entend au ténor sur (The Notes) Unidentified Flying Objects.
Shorter raconte que cet album est largement improvisé, dans un processus laissant une grande place à la surprise et à l'inattendu. Le groupe a très peu répété, voire pas du tout pour certains morceaux comme Orbits : « je pense que le monde en est là aujourd’hui : nous devons apprendre à faire avec l'inattendu. Il faut se défaire de ses menottes et de ses envies de grandeur. La musique et la vie doivent être une aventure, pas un job ».
Orbits est récompensé en 2014 par le Grammy Award du Meilleur solo jazz improvisé.

## À propos des morceaux
Orbits figurait déjà sur Miles Smiles, enregistré en 1967 avec le quintet de Miles Davis. Cette nouvelle version est plus impressionniste, libre et sombre, avec un piano obstiné. La mélodie n'apparaît que par fragments à la main gauche de Pérez.
Starring Nights commence comme une ballade impressionniste, avant de se transformer en improvisation collective.
S.S. Golden Mean commence par le soprano accompagné du seul piano. Shorter s'y montre inspiré, et cite Manteca de Dizzy Gillespie et Chano Pozo.
Plaza Real vient des années de Shorter avec Weather Report. Le soprano joue avec la mélodie, l'enrichissant à chaque fois. Pérez offre la richesse harmonique, et Blade souligne le lyrisme de Shorter avec des polyrythmes.
Myrrh est basé sur une idée qui se déploie pendant trois minutes, avec une basse syncopée, des octaves au piano et une mélodie anguleuse.

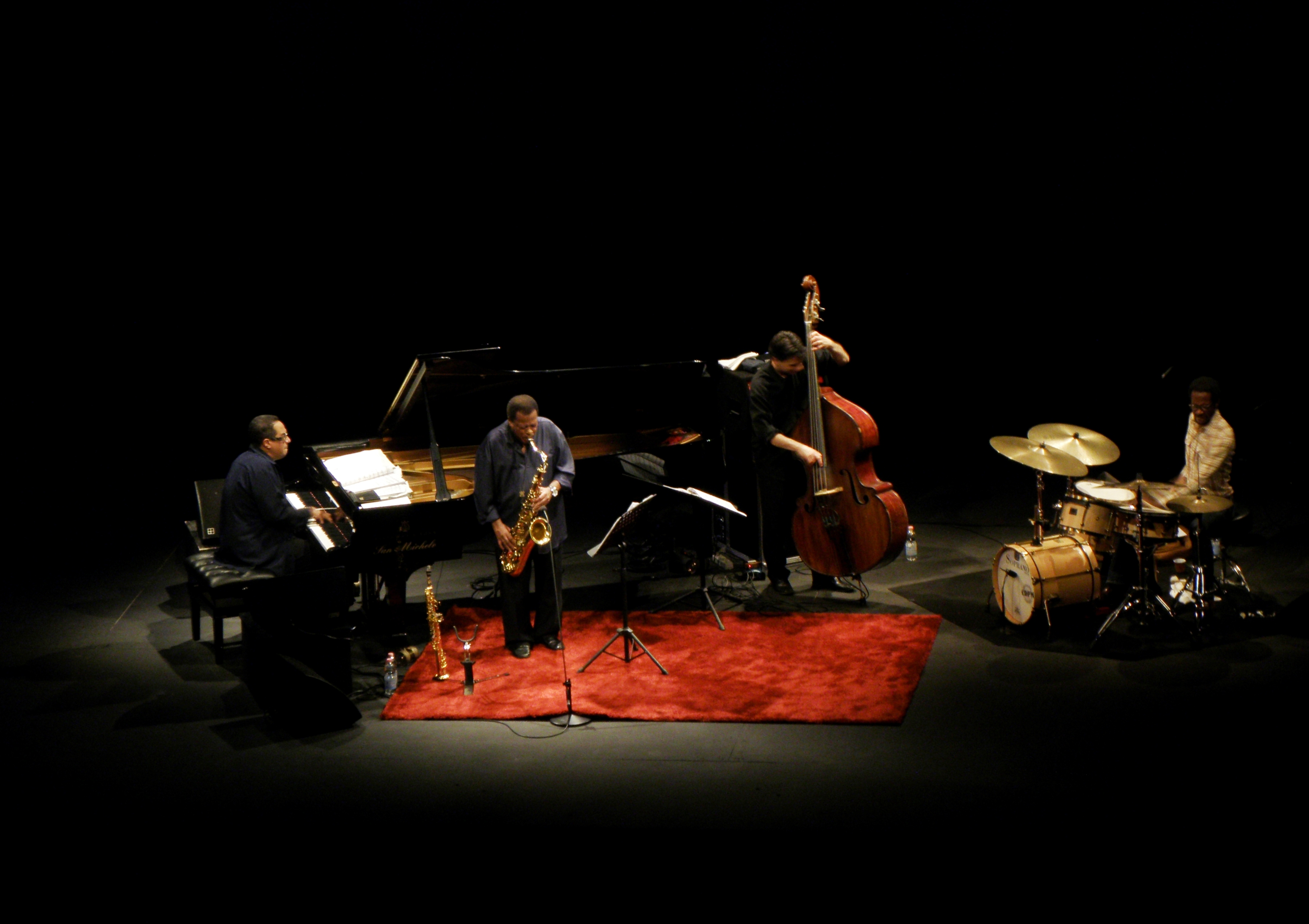
Le quartet de Wayne Shorter en concert à Milan en 2010.

L'ensemble de vents Imani Winds (en) rejoint le quartet sur Pegasus, long de 23 minutes, pièce centrale du disque enregistrée live au Walt Disney Concert Hall en 2010. L'œuvre, ambitieuse, est comme une « symphonie en jazz » ou un poème symphonique,, et évoque la musique de Pierre Boulez ou d'Aaron Copland, tout en citant Oleo de Sonny Rollins ou l'introduction de Witch Hunt (Speak No Evil, 1965). Sur l'enregistrement, on entend un musicien dire « oh my God » (« oh mon dieu ») pendant le solo de Shorter (autour de 7:10),.
On trouve un standard, Flying Down to Rio, tiré du film Carioca avec Fred Astaire et Ginger Rogers. Le film est sorti en 1933, l'année de naissance de Wayne Shorter. Le morceau est largement méconnaissable.
Le saxophoniste siffle au début de Zero Gravity. Le morceau semble être totalement spontané, avec les quatre musiciens improvisant un rythme de danse, avant que Shorter s'efface pour laisser s'exprimer Danilo Pérez.
(The Notes) Unidentified Flying Objects, proche du free jazz et probablement totalement improvisé également, voit s'opposer énergiquement le saxophone ténor et le piano.

## Réception critique
L'album est acclamé par la critique (The Absolute Sound, AllMusic, The Guardian, All About Jazz,, NPR…), et Metacritic lui attribue la note de 86/100 pour 11 critiques.
Pour Chris Barton (Los Angeles Times), « même à 80 ans, [Wayne Shorter] n'a pas encore fini d'explorer ». Dans Jazz Magazine, le saxophoniste David Liebman publie une critique de l'album, dans laquelle il explique que Pegasus est un résumé de tout l'art, en tant que compositeur et qu'improvisateur, de Wayne Shorter.
Pour Michel Delorme, « ce quartet de Wayne Shorter est ce qui est en train d'arriver de mieux au jazz, et à la musique tout court, et ce depuis douze ans ». Sur PopMatters, Will Layman écrit : « le quartet de Wayne Shorter [est] un des meilleurs groupes américains de ces 50 dernières années. Loin de faire ses adieux, Wayne Shorter donne l'impression d'enfin dire tout ce qu'il a à dire ». Rob Shepherd (PostGenre) écrit : « bien que le jeu du saxophoniste et de son quartet […] soit extraordinaire, ce sont vraiment les compositions qui prennent le dessus. […] Comme toujours avec Shorter, même les morceaux les plus anciens sont joués avec fraicheur, et sonnent parfois même futuristes ».
Guillaume Lagrée est moins enthousiaste, critiquant la technique de Shorter et la trop grande latitude qu'il donnerait à son groupe

## Liste des pistes
| 1. | Orbits                                  | Wayne Shorter                                            | 4:50  |
| 2. | Starry Night                            | Wayne Shorter                                            | 8:49  |
| 3. | S.S. Golden Mean                        | Wayne Shorter                                            | 5:18  |
| 4. | Plaza Real                              | Wayne Shorter                                            | 6:59  |
| 5. | Myrrh                                   | Wayne Shorter                                            | 3:05  |
| 6. | Pegasus                                 | Wayne Shorter                                            | 23:08 |
| 7. | Flying Down to Rio                      | Edward Eliscu, Gus Kahn, Vincent Youmans                 | 12:47 |
| 8. | Zero Gravity to the 10th Power          | Wayne Shorter, Danilo Pérez, John Patitucci, Brian Blade | 8:13  |
| 9. | (The Notes) Unidentified Flying Objects | Wayne Shorter, Danilo Pérez, John Patitucci, Brian Blade | 4:13  |

## Musiciens
- Wayne Shorter : saxophone ténor, saxophone soprano
- John Patitucci : basse
- Brian Blade : batterie
- Danilo Pérez : piano